# Yumiao Jingyingsuo (bondby i Kina, Heilongjiang Sheng, lat 47,66, long 128,79)
Yumiao Jingyingsuo är en bondby i Kina. Den ligger i provinsen Heilongjiang, i den nordöstra delen av landet, omkring 270 kilometer nordost om provinshuvudstaden Harbin. Antalet invånare är 858. Befolkningen består av 406 kvinnor och 452 män. Barn under 15 år utgör 5,0 %, vuxna 15-64 år 81 %, och äldre över 65 år 13,0 %.
Runt Yumiao Jingyingsuo är det ganska glesbefolkat, med 40 invånare per kvadratkilometer. Närmaste större samhälle är Yichun, 8,9 km nordost om Yumiao Jingyingsuo. I omgivningarna runt Yumiao Jingyingsuo växer i huvudsak blandskog.
Genomsnittlig årsnederbörd är 1 121 millimeter. Den regnigaste månaden är juli, med i genomsnitt 260 mm nederbörd, och den torraste är februari, med 16 mm nederbörd.